# Adelencyrtus quadriguttus
Adelencyrtus quadriguttus är en stekelart som först beskrevs av Girault 1932.  Adelencyrtus quadriguttus ingår i släktet Adelencyrtus och familjen sköldlussteklar. Inga underarter finns listade i Catalogue of Life.